# Georges Chikoti
Georges Rebelo Pinto Chikoti (Cachiungo, 16 de junho de 1955) é um geógrafo, diplomata, professor universitário e político angolano. É, desde 1 de março de 2020, o Secretário-Geral da Organização dos Estados de África, Caraíbas e Pacífico (OEACP). Foi Ministro das Relações Exteriores de Angola de 2010 a 2017.
Chikoti é poliglota, dominando fluentemente o português, o francês, o inglês, o umbundo e o bemba, possuíndo ainda bom domínio do espanhol e do suaíli.

## Biografia
Georges Rebelo Pinto Chikoti nasceu em 16 de junho de 1955 na vila de Dondi, no município de Cachiungo, na província do Huambo, Angola. Seu pai era o destacado nacionalista Mateus Chikoti, que foi militante da União das Populações de Angola (UPA). Chikoti passou grande parte da sua infância na Zâmbia, retornando a Angola em 1975. Foi, inclusive, no período em terras zambianas, na Escola de Masala, em Andola, entre 1965 e 1975, que fez seus estudos primários e secundários.
Afiliou-se à União Nacional para a Independência Total de Angola (UNITA) em 1975 e tornou-se um dos assessores de confiança de Jonas Savimbi. Em 1977 o partido lhe enviou para Abijã, na Costa do Marfim, para concluir inicialmente sua formação liceal, que ocorreu em 1978 no Liceu Clássico de Abijã. Entre 1978 e 1983 graduou-se em história-geografia pela Universidade de Abijã (atual Universidade Félix Houphouët-Boigny). Ainda concluiu pela mesma universidade, entre 1983 e 1985, um mestrado em geografia econômica. No período, tornou-se um dos principais articuladores internacionais da UNITA na África Ocidental francófona. Mudou-se para Paris onde, entre 1985 e 1986, concluiu um doutorado em estudos superiores pela Universidade Paris-Est-Créteil-Val-de-Marne.
Enquanto estava na França recebeu ordem de Savimbi para retornar a Angola, porém decide ignorar a ordem pois a relação de ambos já estava desgastada neste período por falta de liberdades democráticas na liderança da UNITA. Assim, em 1987, Chikoti decidiu emigrar para o Canadá por esta nação ter pouca influência da UNITA e de seus aliados. Passou a trabalhar no Banco Imperial Canadense de Comércio em Toronto até 1989. No mesmo ano, passou a trabalhar como professor assistente no Instituto de Relações Internacionais e Cooperação da Universidade de Ottawa, lecionando nesta instituição até 1991. Pela mesma universidade, especializou-se em geopolítica e relações exteriores no período. Ao mesmo tempo, atuou como consultor da Agência Canadense de Desenvolvimento Internacional (CIDA).
Em 1990, enquanto ainda vivia no Canadá, passou a integrar um grupo de intelectuais dissidentes da UNITA, apoiadores da chamada "Ala do Planalto" (ou do Huambo), que fazia oposição a Jonas Savimbi. Estava no grupo que incluía Sousa Jamba, Dinho Chingunji, Dias Kanombo, Lindo Kanjunju e André Yamba Yamba, que haviam se refugiado no exterior para evitar perseguições no seio do partido. Em seguida liderou, com Assis Malaquias e Dinho Chingunji, a fundação do Fórum Democrático Angolano (FDA), uma tendência política no seio da UNITA de ruptura com Savimbi.
Em 1991, Chikoti foi um dos primeiros membros da UNITA que estabeleceu-se em Luanda após os Acordos de Bicesse. Chikoti optou por converter a tendência FDA em partido após o unânime repúdio internacional à UNITA e à Savimbi pelas mortes de Wilson dos Santos, Tito Chingunji e Ana Paulino Savimbi. Assim, lançou em Portugal, no final de 1991, o FDA como partido, que atraiu muitos antigos apoiantes da UNITA. O FDA foi oficialmente legalizado em Angola em 14 de abril de 1992. Em 1991 o presidente José Eduardo dos Santos o convidou e Chikoti aceitou trabalhar como Vice-Ministro das Relações Exteriores, no que seria um protótipo do Governo de Unidade e Reconciliação Nacional (oficialmente lançado em 1992).
Levou o FDA a participar das eleições gerais em Angola em 1992. O FDA conseguiu reunir 12038 votos e assegurou um assento na Assembleia Nacional. Porém, dado o tamanho diminuto de seu partido e a proximidade com o governo, optou por levar a agremiação a se dissolver e integrar-se ao Movimento Popular de Libertação de Angola (MPLA), com Chikoti ascendendo eventualmente ao seu Comité Central.
Em 1994, foi oficialmente nomeado embaixador efetivo no corpo diplomático angolano. Representou o governo angolano, como Vice-Ministro das Relações Exteriores, em várias conferências e cúpulas internacionais. Também chefiou a delegação angolana em várias sessões da Comissão Consultiva Bilateral EUA-Angola em Luanda e Washington em 1999-2000. Permaneceu como Vice-Ministro das Relações Exteriores até 2008. Entre 2008 e 2010 foi Assessor para Assuntos de Cooperação Internacional da Presidência da República de Angola.
Tornou-se Ministro das Relações Exteriores de Angola em 2010, ocupando o cargo até 2017. Durante seu mandato Angola opôs-se à intervenção militar na Líbia em 2011. Ele disse em 29 de março de 2011, em Luanda, que o Governo angolano defendia o diálogo para a resolução do impasse líbio em vez de uma intervenção militar. Falando à imprensa sobre o referido assunto, Chikoti disse que qualquer intervenção militar poderia contribuir para o agravamento do problema.
Após deixar o ministério, foi nomeado, em 2018, Embaixador Extraordinário e Plenipotenciário de Angola para a Bélgica e Luxemburgo, e Chefe da Missão Permanente de Angola para a União Europeia.
Em 2020 Chikoti foi eleito Secretário-Geral da Organização dos Estados de África, Caraíbas e Pacífico (OEACP).

## Vida pessoal
É casado, desde 2011, com a militar, advogada e política Alda Juliana Paulo Sachiambo "Mana Aninha" Chikoti, que foi deputada pela UNITA e figura feminina de grande relevo no partido. Há o curioso fato de que Georges Chikoti é membro do MPLA enquanto que Alda Chikoti é membra da UNITA.